# Saison 2017-2018 des Pelicans de La Nouvelle-Orléans
La saison 2017-2018 des Pelicans de La Nouvelle-Orléans est la 15e saison de la franchise en National Basketball Association (NBA).

## Draft
| Tour | Choix | Joueur        | Poste | Nationalité | Provenance          |
| ---- | ----- | ------------- | ----- | ----------- | ------------------- |
| 2    | 31    | Frank Jackson | PG    | États-Unis  | Blue Devils de Duke |

## Matchs

### Summer League
| Summer League Total: 1-5 |

| Match | Date match | Équipe      | Score    | Meilleur marqueur  | Meilleur rebondeur | Meilleur passeur   | Lieux Spectateurs | Série |
| ----- | ---------- | ----------- | -------- | ------------------ | ------------------ | ------------------ | ----------------- | ----- |
| 1     | 7 juillet  | Toronto     | D 93-96  | Cheick Diallo (27) | Cheick Diallo (10) | Isaiah Cousins (5) | Cox Pavilion      | 0 - 1 |
| 2     | 9 juillet  | Atlanta     | D 82-84  | Quinn Cook (25)    | Cheick Diallo (10) | Quinn Cook (5)     | Cox Pavilion      | 0 - 2 |
| 3     | 10 juillet | Brooklyn    | D 66-95  | Quinn Cook (20)    | Cheick Diallo (8)  | Isaiah Cousins (3) | Cox Pavilion      | 0 - 3 |
| 4     | 12 juillet | Atlanta     | V 105-95 | Quinn Cook (26)    | Cheick Diallo (8)  | Quinn Cook (7)     | Cox Pavilion      | 1 - 3 |
| 5     | 13 juillet | San Antonio | D 81-86  | Quinn Cook (16)    | Cheick Diallo (13) | Quinn Cook (7)     | Cox Pavilion      | 1 - 4 |
| 6     | 14 juillet | Denver      | D 91-96  | Peter Jok (22)     | Jalen Jones (12)   | Isaiah Cousins (7) | Cox Pavilion      | 1 - 5 |

### Pré-saison
| Pré-saison Total: 1-3 (Domicile : 0-1 ; Extérieur : 1-2) |

| Match | Date match | Équipe          | Score     | Meilleur marqueur    | Meilleur rebondeur     | Meilleur passeur     | Lieux Spectateurs       | Série |
| ----- | ---------- | --------------- | --------- | -------------------- | ---------------------- | -------------------- | ----------------------- | ----- |
| 1     | 3 octobre  | Chicago         | D 109-113 | Anthony Davis (24)   | Davis, Cousins (10)    | Rajon Rondo (8)      | Smoothie King Center    | 0 - 1 |
| 2     | 6 octobre  | @ Oklahoma City | D 91-102  | Anthony Davis (14)   | Davis, Jones (7)       | Jrue Holiday (6)     | Chesapeake Energy Arena | 0 - 2 |
| 3     | 8 octobre  | @ Chicago       | V 108-95  | Anthony Davis (37)   | Anthony Davis (15)     | DeMarcus Cousins (9) | United Center           | 1 - 2 |
| 4     | 13 octobre | @ Memphis       | D 101-142 | Jordan Crawford (19) | Cunningham, Diallo (6) | Jordan Crawford (4)  | FedEx Forum             | 1 - 3 |

### Saison régulière
| Saison régulière Total: 48-34 (Domicile : 24-17 ; Extérieur : 24-17) |

| Match | Date match | Équipe        | Score     | Meilleur marqueur     | Meilleur rebondeur    | Meilleur passeur      | Lieux                | Série |
| ----- | ---------- | ------------- | --------- | --------------------- | --------------------- | --------------------- | -------------------- | ----- |
| 1     | 18 octobre | @ Memphis     | D 91-103  | Anthony Davis (33)    | Anthony Davis (18)    | Moore, Holiday (4)    | FedEx Forum          | 0 - 1 |
| 2     | 20 octobre | Golden State  | D 120-128 | Cousins, Davis (35)   | Anthony Davis (17)    | Jordan Crawford (7)   | Smoothie King Center | 0 - 2 |
| 3     | 22 octobre | @ L.A. Lakers | V 119-112 | Anthony Davis (27)    | Anthony Davis (17)    | DeMarcus Cousins (8)  | Staples Center       | 1 - 2 |
| 4     | 24 octobre | @ Portland    | D 93-103  | DeMarcus Cousins (39) | DeMarcus Cousins (13) | Jrue Holiday (7)      | Moda Center          | 1 - 3 |
| 5     | 26 octobre | @ Sacramento  | V 114-106 | DeMarcus Cousins (41) | DeMarcus Cousins (23) | Jrue Holiday (7)      | Golden 1 Center      | 2 - 3 |
| 6     | 28 octobre | Cleveland     | V 123-101 | Anthony Davis (30)    | Anthony Davis (14)    | DeMarcus Cousins (10) | Smoothie King Center | 3 - 3 |
| 7     | 30 octobre | Orlando       | D 99-115  | Anthony Davis (39)    | DeMarcus Cousins (12) | Jrue Holiday (8)      | Smoothie King Center | 3 - 4 |

| Match | Date match   | Équipe         | Score     | Meilleur marqueur     | Meilleur rebondeur    | Meilleur passeur     | Lieux                      | Série   |
| ----- | ------------ | -------------- | --------- | --------------------- | --------------------- | -------------------- | -------------------------- | ------- |
| 8     | 1er novembre | Minnesota      | D 98-104  | DeMarcus Cousins (35) | Anthony Davis (10)    | Trois joueurs (6)    | Smoothie King Center       | 3 - 5   |
| 9     | 3 novembre   | @ Dallas       | V 99-94   | Anthony Davis (30)    | DeMarcus Cousins (22) | Jrue Holiday (8)     | American Airlines Center   | 4 - 5   |
| 10    | 4 novembre   | @ Chicago      | V 96-90   | Anthony Davis (27)    | Anthony Davis (16)    | Jrue Holiday (6)     | United Center              | 5 - 5   |
| 11    | 7 novembre   | @ Indiana      | V 117-112 | Anthony Davis (37)    | Anthony Davis (14)    | DeMarcus Cousins (6) | Bankers Life Fieldhouse    | 6 - 5   |
| 12    | 9 novembre   | @ Toronto      | D 118-122 | Jrue Holiday (34)     | DeMarcus Cousins (15) | Jrue Holiday (11)    | Centre Air Canada          | 6 - 6   |
| 13    | 11 novembre  | L.A. Clippers  | V 111-103 | DeMarcus Cousins (35) | DeMarcus Cousins (15) | Jrue Holiday (8)     | Smoothie King Center       | 7 - 6   |
| 14    | 13 novembre  | Atlanta        | V 106-105 | E'Twaun Moore (24)    | DeMarcus Cousins (16) | Davis, Cousins (7)   | Smoothie King Center       | 8 - 6   |
| 15    | 15 novembre  | Toronto        | D 116-125 | DeMarcus Cousins (26) | DeMarcus Cousins (9)  | Rajon Rondo (8)      | Smoothie King Center       | 8 - 7   |
| 16    | 17 novembre  | @ Denver       | D 114-146 | Anthony Davis (17)    | DeMarcus Cousins (6)  | Jameer Nelson (9)    | Pepsi Center               | 8 - 8   |
| 17    | 20 novembre  | Oklahoma City  | V 114-107 | Anthony Davis (36)    | Anthony Davis (15)    | Rajon Rondo (8)      | Smoothie King Center       | 9 - 8   |
| 18    | 22 novembre  | San Antonio    | V 107-90  | Anthony Davis (15)    | DeMarcus Cousins (16) | Davis, Rondo (4)     | Smoothie King Center       | 10 - 8  |
| 19    | 24 novembre  | @ Phoenix      | V 115-91  | Anthony Davis (23)    | DeMarcus Cousins (10) | Jameer Nelson (8)    | Talking Stick Resort Arena | 11 - 8  |
| 20    | 25 novembre  | @ Golden State | D 95-110  | Anthony Davis (30)    | Anthony Davis (15)    | Holiday, Rondo (6)   | Oracle Arena               | 11 - 9  |
| 21    | 29 novembre  | Minnesota      | D 102-120 | Jrue Holiday (27)     | DeMarcus Cousins (10) | Rajon Rondo (7)      | Smoothie King Center       | 11 - 10 |

| Match | Date match   | Équipe       | Score          | Meilleur marqueur     | Meilleur rebondeur    | Meilleur passeur     | Lieux                   | Série   |
| ----- | ------------ | ------------ | -------------- | --------------------- | --------------------- | -------------------- | ----------------------- | ------- |
| 22    | 1er décembre | @ Utah       | D 108-114      | DeMarcus Cousins (23) | DeMarcus Cousins (13) | Rajon Rondo (11)     | Vivint Smart Home Arena | 11 - 11 |
| 23    | 2 décembre   | @ Portland   | V 123-116      | DeMarcus Cousins (38) | Dante Cunningham (12) | Rajon Rondo (10)     | Moda Center             | 12 - 11 |
| 24    | 4 décembre   | Golden State | D 115-125      | Jrue Holiday (34)     | DeMarcus Cousins (11) | Rajon Rondo (11)     | Smoothie King Center    | 12 - 12 |
| 25    | 6 décembre   | Denver       | V 123-114      | DeMarcus Cousins (40) | DeMarcus Cousins (22) | Holiday, Rondo (7)   | Smoothie King Center    | 13 - 12 |
| 26    | 8 décembre   | Sacramento   | D 109-116      | DeMarcus Cousins (38) | DeMarcus Cousins (11) | Jrue Holiday (5)     | Smoothie King Center    | 13 - 13 |
| 27    | 10 décembre  | Philadelphie | V 131-124      | Jrue Holiday (34)     | DeMarcus Cousins (9)  | Rajon Rondo (18)     | Smoothie King Center    | 14 - 13 |
| 28    | 11 décembre  | @ Houston    | D 123-130      | Jrue Holiday (37)     | DeMarcus Cousins (14) | Rajon Rondo (12)     | Toyota Center           | 14 - 14 |
| 29    | 13 décembre  | Milwaukee    | V 115-108      | DeMarcus Cousins (26) | DeMarcus Cousins (13) | Jrue Holiday (8)     | Smoothie King Center    | 15 - 14 |
| 30    | 15 décembre  | @ Denver     | D 111-117 (OT) | DeMarcus Cousins (29) | Anthony Davis (12)    | Jameer Nelson (7)    | Pepsi Center            | 15 - 15 |
| 31    | 19 décembre  | @ Washington | D 106-116      | Anthony Davis (37)    | DeMarcus Cousins (13) | Jrue Holiday (5)     | Capital One Arena       | 15 - 16 |
| 32    | 22 décembre  | @ Orlando    | V 111-97       | DeMarcus Cousins (26) | Cousins, Davis (11)   | Rajon Rondo (18)     | Amway Center            | 16 - 16 |
| 33    | 23 décembre  | @ Miami      | V 109-94       | Ian Clark (19)        | DeMarcus Cousins (7)  | DeMarcus Cousins (8) | American Airlines Arena | 17 - 16 |
| 34    | 27 décembre  | Brooklyn     | V 128-113      | Anthony Davis (33)    | DeMarcus Cousins (14) | Rajon Rondo (25)     | Smoothie King Center    | 18 - 16 |
| 35    | 29 décembre  | Dallas       | D 128-120      | Anthony Davis (33)    | DeMarcus Cousins (20) | Cousins, Rondo (8)   | Smoothie King Center    | 18 - 17 |
| 36    | 30 décembre  | New York     | D 103-105      | Anthony Davis (31)    | DeMarcus Cousins (19) | Rajon Rondo (12)     | Smoothie King Center    | 18 - 18 |

| Match | Date match | Équipe        | Score           | Meilleur marqueur     | Meilleur rebondeur    | Meilleur passeur      | Lieux                   | Série   |
| ----- | ---------- | ------------- | --------------- | --------------------- | --------------------- | --------------------- | ----------------------- | ------- |
| 37    | 3 janvier  | @ Utah        | V 108-98        | Anthony Davis (29)    | Anthony Davis (15)    | Holiday, Moore (5)    | Vivint Smart Home Arena | 19 - 18 |
| 38    | 6 janvier  | @ Minnesota   | D 98-116        | DeMarcus Cousins (23) | DeMarcus Cousins (15) | DeMarcus Cousins (5)  | Target Center           | 19 - 19 |
| 39    | 8 janvier  | Détroit       | V 112-109       | Anthony Davis (30)    | Cousins, Davis (10)   | Rajon Rondo (15)      | Smoothie King Center    | 20 - 19 |
| 40    | 10 janvier | @ Memphis     | D 102-105       | DeMarcus Cousins (29) | DeMarcus Cousins (8)  | Jrue Holiday (6)      | FedExForum              | 20 - 20 |
| 41    | 12 janvier | Portland      | V 119-113       | Anthony Davis (36)    | DeMarcus Cousins (19) | DeMarcus Cousins (8)  | Smoothie King Center    | 21 - 20 |
| 42    | 14 janvier | @ New York    | V 123-118 (OT)  | Anthony Davis (48)    | Anthony Davis (17)    | Cousins, Rondo (5)    | Madison Square Garden   | 22 - 20 |
| 43    | 16 janvier | @ Boston      | V 116-113 (OT)  | Anthony Davis (45)    | Anthony Davis (16)    | Rajon Rondo (8)       | TD Garden               | 23 - 20 |
| 44    | 17 janvier | @ Atlanta     | D 93-94         | Jrue Holiday (22)     | DeMarcus Cousins (14) | DeMarcus Cousins (7)  | Philips Arena           | 23 - 21 |
| 45    | 20 janvier | Memphis       | V 111-104       | Jrue Holiday (27)     | Anthony Davis (12)    | Jrue Holiday (8)      | Smoothie King Center    | 24 - 21 |
| 46    | 22 janvier | Chicago       | V 132-128 (2OT) | DeMarcus Cousins (44) | DeMarcus Cousins (24) | DeMarcus Cousins (10) | Smoothie King Center    | 25 - 21 |
| 47    | 24 janvier | @ Charlotte   | V 101-96        | Davis, Holiday (19)   | DeMarcus Cousins (13) | Cousins, Rondo (5)    | Spectrum Center         | 26 - 21 |
| 48    | 26 janvier | Houston       | V 115-113       | Anthony Davis (27)    | DeMarcus Cousins (13) | DeMarcus Cousins (11) | Smoothie King Center    | 27 - 21 |
| 49    | 28 janvier | L.A. Clippers | D 103-112       | Anthony Davis (25)    | Anthony Davis (17)    | Jrue Holiday (7)      | Smoothie King Center    | 27 - 22 |
| 50    | 30 janvier | Sacramento    | D 103-114       | Anthony Davis (23)    | Anthony Davis (13)    | Holiday, Rondo (2)    | Smoothie King Center    | 27 - 23 |

| Match                  | Date match | Équipe          | Score           | Meilleur marqueur  | Meilleur rebondeur  | Meilleur passeur  | Lieux                     | Série   |
| ---------------------- | ---------- | --------------- | --------------- | ------------------ | ------------------- | ----------------- | ------------------------- | ------- |
| 51                     | 2 février  | @ Oklahoma City | V 114-100       | Anthony Davis (43) | Anthony Davis (10)  | Rajon Rondo (13)  | Chesapeake Energy Arena   | 28 - 23 |
| 52                     | 3 février  | @ Minnesota     | D 107-118       | Anthony Davis (38) | Nikola Mirotić (12) | Jrue Holiday (9)  | Target Center             | 28 - 24 |
| 53                     | 5 février  | Utah            | D 109-133       | Jrue Holiday (28)  | Anthony Davis (11)  | Rajon Rondo (8)   | Smoothie King Center      | 28 - 25 |
| —                      | 7 février  | Indiana         | REPORTE         |                    |                     |                   | Smoothie King Center      | -       |
| 54                     | 9 février  | @ Philadelphie  | D 82-100        | Ian Clark (15)     | Davis, Okafor (8)   | Rajon Rondo (10)  | Wells Fargo Center        | 28 - 26 |
| 55                     | 10 février | @ Brooklyn      | V 138-128 (2OT) | Anthony Davis (44) | Anthony Davis (17)  | Rajon Rondo (12)  | Barclays Center           | 29 - 26 |
| 56                     | 12 février | @ Détroit       | V 118-103       | Anthony Davis (38) | Nikola Mirotić (12) | Jrue Holiday (12) | Little Caesars Arena      | 30 - 26 |
| 57                     | 14 février | L.A. Lakers     | V 139-117       | Anthony Davis (42) | Anthony Davis (15)  | Jrue Holiday (11) | Smoothie King Center      | 31 - 26 |
| NBA All-Star Game 2018 |            |                 |                 |                    |                     |                   |                           |         |
| 58                     | 23 février | Miami           | V 124-123 (OT)  | Anthony Davis (45) | Anthony Davis (17)  | Jrue Holiday (9)  | Smoothie King Center      | 32 - 26 |
| 59                     | 25 février | @ Milwaukee     | V 123-121 (OT)  | Jrue Holiday (36)  | Anthony Davis (13)  | Rajon Rondo (12)  | BMO Harris Bradley Center | 33 - 26 |
| 60                     | 26 février | Phoenix         | V 125-116       | Anthony Davis (53) | Anthony Davis (18)  | Rajon Rondo (12)  | Smoothie King Center      | 34 - 26 |
| 61                     | 28 février | @ San Antonio   | V 121-116       | Anthony Davis (26) | Anthony Davis (15)  | Rajon Rondo (12)  | AT&T Center               | 35 - 26 |

| Match | Date match | Équipe          | Score     | Meilleur marqueur   | Meilleur rebondeur  | Meilleur passeur    | Lieux                    | Série   |
| ----- | ---------- | --------------- | --------- | ------------------- | ------------------- | ------------------- | ------------------------ | ------- |
| 62    | 4 mars     | @ Dallas        | V 126-109 | Jrue Holiday (30)   | Cheick Diallo (15)  | Rajon Rondo (10)    | American Airlines Center | 36 - 26 |
| 63    | 6 mars     | @ L.A. Clippers | V 121-116 | Anthony Davis (41)  | Anthony Davis (13)  | Jrue Holiday (17)   | Staples Center           | 37 - 26 |
| 64    | 7 mars     | @ Sacramento    | V 114-101 | Nikola Mirotić (26) | Nikola Mirotić (10) | Jrue Holiday (8)    | Golden 1 Center          | 38 - 26 |
| 65    | 9 mars     | Washington      | D 97-116  | Darius Miller (20)  | Nikola Mirotić (12) | DeAndre Liggins (5) | Smoothie King Center     | 38 - 27 |
| 66    | 11 mars    | Utah            | D 99-116  | Anthony Davis (25)  | Anthony Davis (11)  | Jrue Holiday (10)   | Smoothie King Center     | 38 - 28 |
| 67    | 13 mars    | Charlotte       | V 119-115 | Anthony Davis (31)  | Anthony Davis (14)  | Rajon Rondo (17)    | Smoothie King Center     | 39 - 28 |
| 68    | 15 mars    | @ San Antonio   | D 93-98   | Jrue Holiday (24)   | Anthony Davis (14)  | Jrue Holiday (7)    | AT&T Center              | 39 - 29 |
| 69    | 17 mars    | Houston         | D 101-107 | Anthony Davis (26)  | Anthony Davis (13)  | Jrue Holiday (8)    | Smoothie King Center     | 39 - 30 |
| 70    | 18 mars    | Boston          | V 108-89  | Anthony Davis (34)  | Anthony Davis (11)  | Rajon Rondo (11)    | Smoothie King Center     | 40 - 30 |
| 71    | 20 mars    | Dallas          | V 115-105 | Anthony Davis (37)  | Cheick Diallo (14)  | Rajon Rondo (14)    | Smoothie King Center     | 41 - 30 |
| 72    | 21 mars    | Indiana         | V 96-92   | Anthony Davis (28)  | Anthony Davis (13)  | Rajon Rondo (6)     | Smoothie King Center     | 42 - 30 |
| 73    | 22 mars    | L.A. Lakers     | V 128-125 | Anthony Davis (33)  | Anthony Davis (9)   | Rajon Rondo (10)    | Smoothie King Center     | 43 - 30 |
| 74    | 24 mars    | @ Houston       | D 91-114  | Anthony Davis (25)  | Cheick Diallo (9)   | Hill, Holiday (4)   | Toyota Center            | 43 - 31 |
| 75    | 27 mars    | Portland        | D 103-107 | Anthony Davis (36)  | Anthony Davis (14)  | Jrue Holiday (11)   | Smoothie King Center     | 43 - 32 |
| 76    | 30 mars    | @ Cleveland     | D 102-107 | Jrue Holiday (25)   | Anthony Davis (8)   | Rajon Rondo (8)     | Quicken Loans Arena      | 43 - 33 |

| Match | Date match | Équipe          | Score     | Meilleur marqueur  | Meilleur rebondeur  | Meilleur passeur  | Lieux                      | Série   |
| ----- | ---------- | --------------- | --------- | ------------------ | ------------------- | ----------------- | -------------------------- | ------- |
| 77    | 1er avril  | Oklahoma City   | D 104-109 | Anthony Davis (25) | Anthony Davis (11)  | Rajon Rondo (9)   | Smoothie King Center       | 43 - 34 |
| 78    | 4 avril    | Memphis         | V 123-95  | E'Twaun Moore (30) | Anthony Davis (12)  | Rajon Rondo (13)  | Smoothie King Center       | 44 - 34 |
| 79    | 6 avril    | @ Phoenix       | V 122-103 | Anthony Davis (33) | Nikola Mirotić (16) | Jrue Holiday (10) | Talking Stick Resort Arena | 45 - 34 |
| 80    | 7 avril    | @ Golden State  | V 126-120 | Anthony Davis (34) | Anthony Davis (12)  | Rajon Rondo (17)  | Oracle Arena               | 46 - 34 |
| 81    | 9 avril    | @ L.A. Clippers | V 113-100 | Anthony Davis (28) | Nikola Mirotić (16) | Jrue Holiday (11) | Staples Center             | 47 - 34 |
| 82    | 11 avril   | San Antonio     | V 122-98  | Jrue Holiday (23)  | Davis, Mirotić (15) | Rajon Rondo (14)  | Smoothie King Center       | 48 - 34 |

### Playoffs
| Playoffs Total: 5-4 (Domicile : 3-1 ; Extérieur : 2-3) |

| Match | Date match | Équipe     | Score     | Meilleur marqueur   | Meilleur rebondeur   | Meilleur passeur    | Lieux Spectateurs    | Série |
| ----- | ---------- | ---------- | --------- | ------------------- | -------------------- | ------------------- | -------------------- | ----- |
| 1     | 14 avril   | @ Portland | V 97-95   | Anthony Davis (35)  | Anthony Davis (14)   | Rajon Rondo (17)    | Moda Center          | 1 - 0 |
| 2     | 17 avril   | @ Portland | V 111-102 | Jrue Holiday (33)   | Anthony Davis (13)   | Holiday & Rondo (9) | Moda Center          | 2 - 0 |
| 3     | 19 avril   | Portland   | V 119-102 | Nikola Mirotic (30) | Anthony Davis (11)   | Rajon Rondo (11)    | Smoothie King Center | 3 - 0 |
| 4     | 21 avril   | Portland   | V 131-123 | Anthony Davis (47)  | Mirotic & Davis (11) | Rajon Rondo (16)    | Smoothie King Center | 4 - 0 |

| Match | Date match | Équipe         | Score     | Meilleur marqueur  | Meilleur rebondeur | Meilleur passeur  | Lieux Spectateurs    | Série |
| ----- | ---------- | -------------- | --------- | ------------------ | ------------------ | ----------------- | -------------------- | ----- |
| 1     | 28 avril   | @ Golden State | D 101-123 | Anthony Davis (21) | Anthony Davis (10) | Rajon Rondo (11)  | Oracle Arena         | 0 - 1 |
| 2     | 1er mai    | @ Golden State | D 116-121 | Anthony Davis (25) | Anthony Davis (14) | Rajon Rondo (10)  | Oracle Arena         | 0 - 2 |
| 3     | 4 mai      | Golden State   | V 119-100 | Anthony Davis (33) | Anthony Davis (18) | Rajon Rondo (21)  | Smoothie King Center | 1 - 2 |
| 4     | 6 mai      | Golden State   | D 92-118  | Anthony Davis (26) | Anthony Davis (12) | Rajon Rondo (6)   | Smoothie King Center | 1 - 3 |
| 5     | 8 mai      | @ Golden State | D 104-113 | Anthony Davis (34) | Anthony Davis (19) | Jrue Holiday (11) | Oracle Arena         | 1 - 4 |

### Confrontations en saison régulière
| Conférence Est      | Conférence Est                               | Conférence Est                               | Conférence Ouest                             | Conférence Ouest                             | Conférence Ouest                             | Conférence Ouest                             | Conférence Ouest                             |
| Division Atlantique | Division Atlantique                          | Division Atlantique                          | Division Nord-Ouest                          | Division Nord-Ouest                          | Division Nord-Ouest                          | Division Nord-Ouest                          | Division Nord-Ouest                          |
| Équipe              | Domicile                                     | Extérieur                                    | Équipe                                       | Domicile                                     | Domicile                                     | Extérieur                                    | Extérieur                                    |
| ------------------- | -------------------------------------------- | -------------------------------------------- | -------------------------------------------- | -------------------------------------------- | -------------------------------------------- | -------------------------------------------- | -------------------------------------------- |
| Boston              | 108-89                                       | 116-113 (OT)                                 | Denver                                       | 123-114                                      |                                              | 114-146                                      | 111-117 (OT)                                 |
| Brooklyn            | 128-113                                      | 138-128 (2OT)                                | Minnesota                                    | 98-104                                       | 102-120                                      | 98-116                                       | 107-118                                      |
| New York            | 103-105                                      | 123-118 (OT)                                 | Oklahoma City                                | 114-107                                      | 104-109                                      | 114-100                                      |                                              |
| Philadelphie        | 131-124                                      | 82-100                                       | Portland                                     | 119-113                                      | 103-107                                      | 93-103                                       | 123-116                                      |
| Toronto             | 116-125                                      | 118-122                                      | Utah                                         | 109-133                                      | 99-116                                       | 108-114                                      | 108-98                                       |
|                     | 3–2                                          | 3–2                                          |                                              | 3–6                                          | 3–6                                          | 3–6                                          | 3–6                                          |
| Division            | 6–4                                          | 6–4                                          | Division                                     | 6-12                                         | 6-12                                         | 6-12                                         | 6-12                                         |
| Division Atlantique | Division Atlantique                          | Division Atlantique                          | Division Nord-Ouest                          | Division Nord-Ouest                          | Division Nord-Ouest                          | Division Nord-Ouest                          | Division Nord-Ouest                          |
| Équipe              | Domicile                                     | Extérieur                                    | Équipe                                       | Domicile                                     | Domicile                                     | Extérieur                                    | Extérieur                                    |
| Chicago             | 132-128 (2OT)                                | 96-90 (OT)                                   | Golden State                                 | 120-128                                      | 115-125                                      | 95-110                                       | 126-120                                      |
| Cleveland           | 123-101                                      | 102-107                                      | L.A. Clippers                                | 111-103                                      | 103-112                                      | 121-116                                      | 113-100                                      |
| Detroit             | 112-109                                      | 118-103                                      | L.A. Lakers                                  | 139-117                                      | 128-125                                      | 119-112                                      |                                              |
| Indiana             | 96-92                                        | 117-112                                      | Phoenix                                      | 125-116                                      |                                              | 115-91                                       | 122-103                                      |
| Milwaukee           | 115-108                                      | 123-121 (OT)                                 | Sacramento                                   | 109-116 (OT)                                 | 103-114                                      | 114-106                                      | 114-101                                      |
|                     | 5-0                                          | 4-1                                          |                                              | 4-5                                          | 4-5                                          | 8–1                                          | 8–1                                          |
| Division            | 9-1                                          | 9-1                                          | Division                                     | 12-6                                         | 12-6                                         | 12-6                                         | 12-6                                         |
| Division Atlantique | Division Atlantique                          | Division Atlantique                          | Division Nord-Ouest                          | Division Nord-Ouest                          | Division Nord-Ouest                          | Division Nord-Ouest                          | Division Nord-Ouest                          |
| Équipe              | Domicile                                     | Extérieur                                    | Équipe                                       | Domicile                                     | Domicile                                     | Extérieur                                    | Extérieur                                    |
| Atlanta             | 106-105                                      | 93-94                                        | Dallas                                       | 120-128                                      | 115-105                                      | 99-94                                        | 126-109                                      |
| Charlotte           | 119-115                                      | 101-96                                       | Houston                                      | 115-113                                      | 101-107                                      | 123-130                                      | 91-114                                       |
| Miami               | 124-123 (OT)                                 | 109-94                                       | Memphis                                      | 111-104                                      | 123-95                                       | 91-103                                       | 102-105                                      |
| Orlando             | 99-115                                       | 111-97                                       |                                              |                                              |                                              |                                              |                                              |
| Washington          | 97-116                                       | 106-116                                      | San Antonio                                  | 107-90                                       | 122-98                                       | 121-116                                      | 93-98                                        |
|                     | 3–2                                          | 3–2                                          |                                              | 6–2                                          | 6–2                                          | 3–5                                          | 3–5                                          |
| Division            | 6-4                                          | 6-4                                          | Division                                     | 9–7                                          | 9–7                                          | 9–7                                          | 9–7                                          |
| Conférence          | 21–9 (Domicile : 11–4 ; Extérieur : 10–5)    | 21–9 (Domicile : 11–4 ; Extérieur : 10–5)    | Conférence                                   | 27–25 (Domicile : 13–13 ; Extérieur : 14–12) | 27–25 (Domicile : 13–13 ; Extérieur : 14–12) | 27–25 (Domicile : 13–13 ; Extérieur : 14–12) | 27–25 (Domicile : 13–13 ; Extérieur : 14–12) |
| Total               | 48–34 (Domicile : 24–17 ; Extérieur : 24–17) | 48–34 (Domicile : 24–17 ; Extérieur : 24–17) | 48–34 (Domicile : 24–17 ; Extérieur : 24–17) | 48–34 (Domicile : 24–17 ; Extérieur : 24–17) | 48–34 (Domicile : 24–17 ; Extérieur : 24–17) | 48–34 (Domicile : 24–17 ; Extérieur : 24–17) | 48–34 (Domicile : 24–17 ; Extérieur : 24–17) |

## Effectif
| Pelicans de La Nouvelle-Orléans Effectif en fin de saison régulière             |    |                        |                    |             |
| Entraîneur : Alvin Gentry                                                       |    |                        |                    |             |
| Pivot                                                                           | 42 | Drapeau de la France   | Alexis Ajinça      | France      |
| Arrière                                                                         | 2  | Drapeau des États-Unis | Ian Clark          | Belmont     |
| Arrière                                                                         | 4  | Drapeau des États-Unis | Charles Cooke (TW) | Dayton      |
| Pivot                                                                           | 0  | Drapeau des États-Unis | DeMarcus Cousins   | Kentucky    |
| Arrière, Meneur                                                                 | 27 | Drapeau des États-Unis | Jordan Crawford    | Xavier      |
| Ailier fort, Pivot                                                              | 23 | Drapeau des États-Unis | Anthony Davis      | Kentucky    |
| Ailier fort, Pivot                                                              | 13 | Drapeau du Mali        | Cheick Diallo      | Kansas      |
| Ailier                                                                          | 44 | Drapeau des États-Unis | Solomon Hill       | Arizona     |
| Meneur                                                                          | 11 | Drapeau des États-Unis | Jrue Holiday       | UCLA        |
| Meneur                                                                          | 15 | Drapeau des États-Unis | Frank Jackson      | Duke        |
| Arrière                                                                         | 34 | Drapeau des États-Unis | DeAndre Liggins    | Kentucky    |
| Ailier                                                                          | 21 | Drapeau des États-Unis | Darius Miller      | Kentucky    |
| Ailier fort                                                                     | 3  | /                      | Nikola Mirotić     | Espagne     |
| Arrière                                                                         | 55 | Drapeau des États-Unis | E'Twaun Moore      | Purdue      |
| Pivot                                                                           | 50 | Drapeau des États-Unis | Emeka Okafor       | Connecticut |
| Meneur                                                                          | 9  | Drapeau des États-Unis | Rajon Rondo        | Kentucky    |
| (C) - Capitaine, (TW) - Two-way contract, - Blessé, (10) - Contrat de 10 jours. |    |                        |                    |             |

## Transactions

### Échanges
| 21 juin 2017     | A Pelicans de La Nouvelle-Orléans52e choix de la Draft 2017 de la NBA | A Wizards de WashingtonTim Frazier |
| 1er février 2018 | A Pelicans de La Nouvelle-OrléansNikola Mirotić                       | A Bulls de ChicagoÖmer Aşık Tony Allen Jameer Nelson Premier tour de draft 2018 (protégé) Droit d'échange du second tour de draft 2021 |
| 8 février 2018   | A Pelicans de La Nouvelle-OrléansRashad Vaughn                        | A Nets de BrooklynDante Cunningham |

### Joueurs qui re-signent
| Date       | Joueur           | Contrat                             |
| ---------- | ---------------- | ----------------------------------- |
| 06/07/2017 | Jrue Holiday     | Contrat de 131 800 000 $ sur 5 ans. |
| 25/09/2017 | Dante Cunningham | Contrat de 2 300 000 $ sur 1 an.    |

### Arrivés
| Date       | Joueur          | Contrat                          | Provenance                      |
| ---------- | --------------- | -------------------------------- | ------------------------------- |
| 11/07/2017 | Frank Jackson   | Contrat de 3 800 000 $ sur 3 ans | Blue Devils de Duke (NCAA)      |
| 19/07/2017 | Rajon Rondo     | Contrat de 3 300 000 $ sur 1 an  | Bulls de Chicago                |
| 24/07/2017 | Darius Miller   | Contrat de 1 520 000 $ sur 1 an  | Brose Baskets                   |
| 03/08/2017 | Ian Clark       | Contrat de 1 570 000 $ sur 1 an  | Warriors de Golden State        |
| 15/09/2017 | Tony Allen      | Contrat de 2 300 000 $ sur 1 an  | Grizzlies de Memphis            |
| 22/10/2017 | Jameer Nelson   | Contrat de 2 260 000 $ sur 1 an  | Nuggets de Denver               |
| 28/10/2017 | Josh Smith      | Contrat de 2 170 000 $ sur 1 an  | Sichuan Blue Whales             |
| 05/02/2018 | DeAndre Liggins | Contrat de 2 380 000 $ sur 2 ans | Pelicans de La Nouvelle-Orléans |
| 26/02/2018 | Emeka Okafor    | Contrat de 592,000 $ sur 1 an    | Pelicans de La Nouvelle-Orléans |
| 05/04/2018 | Jordan Crawford | Contrat de 67,600 $ sur 1 an     | Pelicans de La Nouvelle-Orléans |

#### Two-way contract
| Date       | Joueur       | Provenance                        |
| ---------- | ------------ | --------------------------------- |
| 02/08/2017 | Jalen Jones  | Red Claws du Maine (NBA G League) |
| 02/08/2017 | Charles Cook | Flyers de Dayton (NCAA)           |
| 14/01/2018 | Mike James   | Suns de Phoenix                   |

#### Contrat de 10 jours
| Date       | Joueur          | Provenance                            |
| ---------- | --------------- | ------------------------------------- |
| 10/01/2018 | DeAndre Liggins | Bucks de Milwaukee                    |
| 20/01/2018 | DeAndre Liggins | Pelicans de La Nouvelle-Orléans       |
| 03/02/2018 | Emeka Okafor    | 87ers du Delaware (NBA G League)      |
| 14/02/2018 | Emeka Okafor    | Pelicans de La Nouvelle-Orléans       |
| 21/02/2018 | Walter Lemon    | Mad Ants de Fort Wayne (NBA G League) |
| 04/03/2018 | Walter Lemon    | Pelicans de La Nouvelle-Orléans       |

### Départs
| Date       | Joueur             | Raison départ | Nouvelle équipe ¹   |
| ---------- | ------------------ | ------------- | ------------------- |
| 01/07/2017 | Donatas Motiejūnas | Agent libre   | Shandong Lions      |
| 25/07/2017 | Quinn Cook         | Coupé         | Hawks d'Atlanta     |
| 25/07/2017 | Axel Toupane       | Coupé         | Žalgiris Kaunas     |
| 30/09/2017 | Martell Webster    | Retraite      |                     |
| 22/10/2017 | Jordan Crawford    | Coupé         |                     |
| 10/11/2017 | Josh Smith         | Coupé         |                     |
| 08/01/2018 | Jalen Jones        | Coupé         | Mavericks de Dallas |
| 10/02/2018 | Mike James         | Coupé         |                     |
| 10/02/2018 | Rashad Vaughn      | Coupé         | Magic d'Orlando     |

¹ Il s'agit de l’équipe pour laquelle le joueur a signé après son départ, il a pu entre-temps changer d'équipe ou encore de pays.

#### Non retenu après les camps entraînements
| Date       | Joueur          | Nouvelle équipe                  |
| ---------- | --------------- | -------------------------------- |
| 14/10/2017 | Cliff Alexander | Herd du Wisconsin (NBA G League) |
| 14/10/2017 | Perry Jones     | Wolves de l'Iowa (NBA G League)  |

### Joueurs "agents libres" à la fin de la saison
| Joueur           | Fin de saison |
| ---------------- | ------------- |
| Ian Clark        | Agent libre   |
| DeMarcus Cousins | Agent libre   |
| Jordan Crawford  | Agent libre   |
| Rajon Rondo      | Agent libre   |

## Récompenses
| Date       | Joueur           | Récompense        |
| ---------- | ---------------- | ----------------- |
| 18 février | DeMarcus Cousins | ☆ All-Star 2018 ☆ |
| 18 février | Anthony Davis    | ☆ All-Star 2018 ☆ |